# Nyurbanism
Nyurbanism (New Urbanism) är ett stadsplaneringsideal med rötter i USA, där det representerar en reaktion mot stora strukturlösa villastäder och förslummade innerstäder. Strävan är lika mycket social som estetisk eller ekonomisk. 
I bland annat Mount Pleasant i South Carolina, Tysons Corner i Virginia, Celebration i Florida och San Diego i Kalifornien har nyurbanistiska principer kommit till användning inom stadsplaneringen. Bostadsområdet Jakriborg i Hjärup anses vara ett svenskt exempel på nyurbanism.

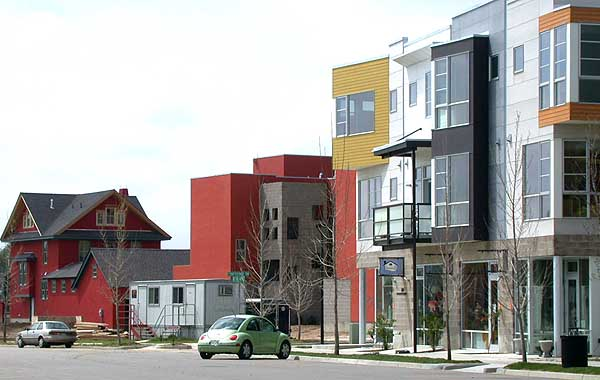
Omväxlande arkitektur är ett medel att göra staden lättare att orientera sig i (Longmont, Colorado, USA).

Susan Feinstein definierade nyurbanism i den vetenskapliga artikeln "New directions in planning theory" (2000) enligt följande formulering:
”De nya urbanisterna kräver en urban design som innehåller en mängd olika byggtyper, blandade användningsområden, en blandning av bostadstyper för olika inkomstgrupper och ett starkt privilegium för det ’offentliga rummet’. Den grundläggande enheten för samhällsplanering är grannskapet, vilket är begränsat i fysisk storlek, har en väldefinierad yttre gräns och har ett centrum som står i fokus inom området ...”

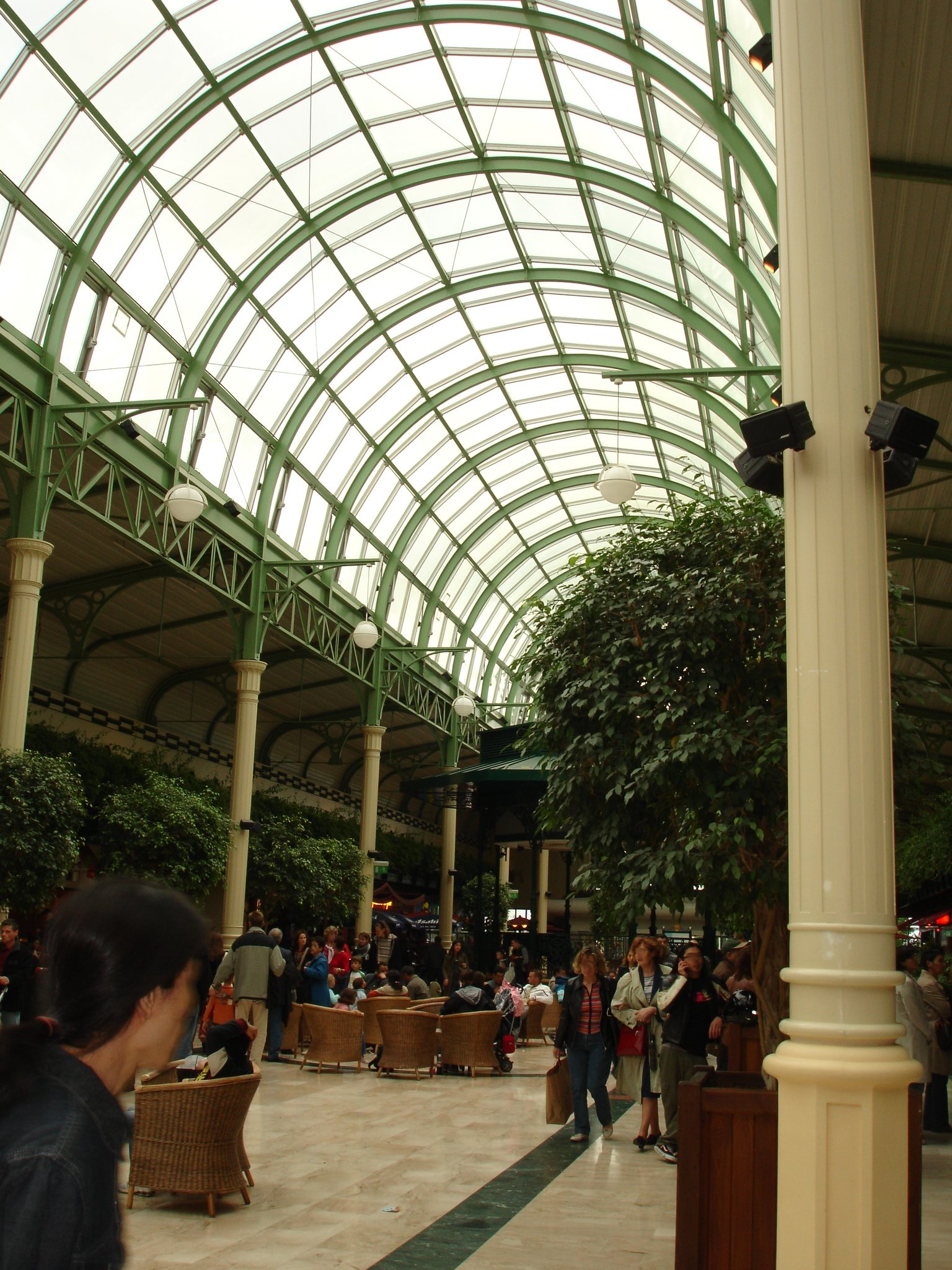
Väderskyddat köpcentrum i Val d'Europe byggt av Walt Disney Company, tre mil öster om Paris.

Kännetecken för nyurbanism är småskalighet och strävan efter att kunna röra sig i staden till fots. Förebilden är de europeiska städer som bär vittnesbörd om sin månghundraåriga utveckling. En nyurban stad ska erbjuda olika typer av näringsverksamheter, bebyggelse och arbetsmöjligheter för människor med olika ekonomiska och kulturella förutsättningar. Man strävar både efter väl definierade stadsrum och att göra staden omväxlande till utseende och funktion, med bostäder och butiker, tjänster och andra typer av mindre arbetsplatser, samt småparker och annat som hittas i många stadskärnor i Europa. 
Arkitekturen ska göra stadsmiljön inbjudande att vistas i, för dess invånare, och bör lindra kyla, värme, vind och nederbörd. Modernistisk arkitektur kritiseras för att med storskaliga hus och släta fasader försämra mikroklimatet i stadsmiljön. Nyurbanism förespråkar småskaliga byggnader och andra arkitektoniska medel för att bidra till en trygghetskänsla hos människan som vistas i stadsrummet. Man vill motverka människornas otrygghetsskapande anonymitet, skapa grannskap av överblickbar storlek, och hyllar den traditionella amerikanska småstaden. Konceptet är känt som traditional neighbourhood design, vars mål är att skapa platser som berikar, upphöjer och inspirerar själen ("create places that enrich, uplift, and inspire the human spirit").
Rörelsen vänder sig emot vad som ses som resursslöseri i glesa villastäder, där avstånden till natur- och rekreationsområden, skolor, affärer, arbetsplatser och andra mål automatiskt blir långa, och där kollektivtrafik blir oekonomisk av att befolkningstätheten är för låg och hushållen inte har något annat val än att skaffa en bil per vuxen. Inte bara bilresorna i sig själva betecknas som resursslöseri, utan också behovet av infrastruktur. Per användare går det där åt mycket el/tele-kabel, vatten- och avloppsledning, och asfalterad väg, som kontinuerligt måste underhållas. Rörelsen strävar efter att ge barn och vuxna möjligheten att på egen hand fritt röra sig, och tryggt vistas, utomhus och på väg mellan olika platser i staden. En tätare stadsmiljö, med fler människor som vistas i stadsmiljön, och som rör sig där i mänsklig hastighet, ska skapa trygghet. Genom avsmalnade gator, och gator med träd, vill man förmå bilister att hålla låg hastighet och göra stadsrummet inbjudande. Bilar parkeras i parkeringshus, på husens innergårdar eller i garage. Närhet till kollektivtrafik betonas. 
Gröna ytor mellan gata och husfasad anses motverka det väldefinierade stadsrum man strävar efter. Av samma skäl vill man påverka lokaliseringen av byggnader med funktioner av allmänt intresse så att tydliga centra uppstår i grannskapen, där de funktioner är centralast som människorna oftast behöver. Sådana funktioner är exempelvis spårvägs-/busshållplatser, skolor, myndighetskontor, kyrkor, bibliotek och samlingslokaler.